# Virginia Slims of Arkansas
Il Virginia Slims of Arkansas è stato un torneo femminile di tennis che si è disputato a Little Rock negli USA su campi in sintetico indoor e cemento.

## Albo d'oro

### Singolare
| Anno | Campionessa     | Finalista      | Punteggio     |
| ---- | --------------- | -------------- | ------------- |
| 1986 | Kathy Rinaldi   | Nataša Zvereva | 6-4, 6-7, 6-0 |
| 1987 | Sandra Cecchini | Nataša Zvereva | 0-6, 6-1, 6-3 |

### Doppio
| Anno | Campionesse                           | Finalista                     | Punteggio     |
| ---- | ------------------------------------- | ----------------------------- | ------------- |
| 1986 | Svetlana Parkhomenko Larisa Savchenko | Iva Budařová Beth Herr        | 6-2, 1-6, 6-1 |
| 1987 | Mary Lou Daniels Robin White          | Lea Antonoplis Barbara Gerken | 6-2, 6-4      |